# Райна Талінська
Райна Ілієва Кірчева-Талінська (24 лютого 1888 року, Варні — 12 лютого 1954 року, Софія — болгарська актриса.

## Біографія
Райна Талінська народилась у Варні 24 лютого 1888 року. Здобула середню освіту в Софії та вступила на історико-філологічний факультет Софійського університету. У 1907 році розпочала навчання в Драматичній школі ім. Райхера в Берліні. Талінська понад двадцять років виконувала ролі в Національному театрі.
Померла в Софії 12 лютого 1954 року.

## Театральна діяльність
Першою її роллю була роль Луїзи в «Злочин і кохання» Фрідріха Шиллера. На сцені Національного театру Райна дебютувала в 1909 році в ролі Тамари в «Бориславі» Івана Вазова. З 1909 по 1930 рік акторка грала на сцені Національного театру.
Провідні ролі акторки:
- Фергова — «Мільйонер» Йордана Йовкова
- Наташа — «Три сестри» Антона Чехова
- Аня — «Вишневий сад» Антона Чехова
- Анна Андріївна — «Ревізор» Миколи Гоголя
- Місис Квіклі — «Генріх IV» Вільяма Шекспіра
- Рада — «Масони» Петко Тодорова